# Friedrich II. von Truhendingen
Friedrich II. von Truhendingen († 19. Mai 1366) war von 1363 bis zu seinem Tod Fürstbischof des Hochstiftes Bamberg.

## Leben
Friedrich von Truhendingen stammte aus der Familie der Grafen von Truhendingen. Dieses Geschlecht hatte vielfache Besitzungen im fränkischen Raum. Die Ordnungszahl II bezieht sich allerdings nur auf das Bischofsamt, da er nach Friedrich I. von Hohenlohe der zweite Fürstbischof dieses Namens war.
Zur Zeit der Ernennung von Friedrich II. von Truhendingen zum Fürstbischof war Urban V. Papst und Karl IV. Kaiser. Friedrich war nur wenige Jahre im Amt und starb noch vor seiner offiziellen Inthronisation. Das Epitaph soll nach dem Vorbild des Grabmals des vorletzten Bischofs Friedrich von Hohenlohe gestaltet sein.